# Forschungsprojekt
Ein Forschungsprojekt ist ein befristetes Vorhaben eines oder mehrerer Wissenschaftler bzw. eines Instituts oder einer wissenschaftlichen Gesellschaft mit dem Ziel, zu neuen Erkenntnissen in einem wichtigen oder besonders aktuellen Thema der Forschung zu kommen. Es wird im Regelfall nicht aus dem laufenden Budget des Instituts finanziert, sondern überwiegend durch Drittmittel (Forschungsfonds, öffentliche oder industrielle Fördergelder).
Zunehmend werden Forschungsprojekte auch von interdisziplinären Arbeitsgruppen durchgeführt. Bei entsprechendem Erfolg und Bedarf können daraus auch permanente Strukturen wie ein wissenschaftlicher Dienst entstehen (siehe z. B. Wissenschaftliche Dienste des Deutschen Bundestages).
Wie aus Berichten von Förderungs-Fonds oder von Forschungsministerien zu ersehen ist, entfallen die meisten Forschungsprojekte auf Medizin, Naturwissenschaften und Technik, wobei die angewandte gegenüber der Grundlagenforschung bei den meisten Fonds überwiegt. Prinzipiell sollten aber alle Wissensgebiete vertreten sein, wie etwa Geschichts- und Sozialwissenschaften, Ökonomie, Theologie, Literatur- oder Medienkunde und auch kaum anwendbare sog. „Orchideenfächer“. Unter ihnen sticht die Astronomie durch sehr viele Projekte hervor, weil sie sich hohen – auch philosophischen – Interesses der Allgemeinheit erfreut.

## Definition
Ein Forschungsprojekt ist – im Gegensatz zu sonstiger laufender Tätigkeit der Beteiligten – vornehmlich ein einmaliges Vorhaben im engeren Bereich des Fachgebietes oder – in Ergänzung dazu – ein neuer Schritt in eine interdisziplinäre Richtung. Wegen der Neuheit des Weges beinhaltet ein Projekt prinzipiell auch das Risiko des teilweisen Misslingens. Für die Erlangung von Förderungsmitteln ist ein ausführlicher Projektantrag zu erarbeiten. Er enthält neben den Zielen und Risiken, den Methoden und Ressourcen, einer Zeit- und Finanzplanung und Angaben über die Qualifikation des/der Projektleiter auch eine populär gehaltene Kurzfassung.
Im allgemeinen Sinn definiert die DIN 69901 ein Projekt als „Vorhaben, das im Wesentlichen durch die Einmaligkeit der Bedingungen in ihrer Gesamtheit gekennzeichnet ist, wie z. B. Zielvorgabe, zeitliche, finanzielle, personelle und andere Begrenzungen; Abgrenzung gegenüber anderen Vorhaben; projektspezifische Organisation.“

Für anwendungsbezogene Projekte trifft teilweise die Definition des „Project Management Body of Knowledge“ der USA (Project Management Institute) zu: eine vorübergehende Anstrengung zur Erzeugung eines einmaligen Produktes oder Dienstes – wobei die letzten zwei Worte eher durch „wissenschaftliche Erkenntnis oder Entwicklung von Methoden bzw. Prototypen“ zu ersetzen wären.

## Typische Kriterien
- komplexe, neuartige Aufgabenstellung, die meist Erfahrung und Intuition erfordert
- Definition eines Forschungsziels (nicht immer eindeutig möglich)
- begrenzte Ressourcen (Geldmittel für Geräte, Personal etc.; meist bei einem Forschungsfonds zu beantragen)
- vor Bewilligung Begutachtung der obg. Punkte durch externe (meist ausländische) Fachleute, siehe auch Doppelblindgutachten
- zeitliche Befristung (Anfang und Ende, „Projektlaufzeit“)
- heute zunehmend interdisziplinäre Bearbeitung des Themas
- im Regelfall Teamarbeit in einer Arbeitsgruppe
- bei komplexen Zielsetzungen Methoden des Projektmanagements und Teilung in Kernteam und erweitertes Projektteam
- Risiko des teilweisen oder gänzlichen Scheiterns.

Wenn wissenschaftlich völliges Neuland betreten wird, ist für ein Projekt dieses Forschungsbereichs nicht immer eine eindeutige Zieldefinition möglich. Dies liegt bereits im Wesen der Grundlagenforschung begründet. In solchen Fällen muss es im Sinne der wissenschaftlichen, gesellschaftlichen und finanziellen Verantwortung des Projektleiters möglich sein, das Forschungsziel im Verlauf des Projektes adaptieren zu können. Auch deshalb ist es üblich, dem Geldgeber oder der Universität bei längerer Laufzeit eines Projekts einen oder mehrere Zwischenberichte zu senden. In jedem Fall ist ein ausführlicher Abschlussbericht erforderlich.
Bei Projekten der Angewandten Forschung – die häufig von Fonds der Wirtschaft gefördert oder von Unternehmen gesponsert werden – ist das Ziel häufig, eine Methode zur besseren oder umweltgerechteren Produktion zu entwickeln. Im Regelfall fließen hierin Erkenntnisse und Erfahrungen aus vorangegangenen Projekten ein.
Die Publikation von Forschungsergebnissen ist einerseits für die geeignete Bekanntgabe an die wissenschaftliche „Community“ wichtig, andererseits um die Bekanntheit und das Ansehen der beteiligten Forscher zu erhöhen. Als Veröffentlichung gilt bei technischen Aufgabenstellungen auch ein etwaiges Patent. Es dient ja meist nicht nur dem Schutz von wirtschaftlichen Interessen, sondern soll auch bei mehrfach wichtigen Prozessen eine „Neuerfindung des Rades“ vermeiden.
Projekte verteilten Rechnens ermöglichen Privatpersonen die Teilnahme an institutionellen Forschungsprojekten.